# Елизавета Фирнебургская
Елизавета Фирнебургская (нем. Elisabeth von Virneburg; ок. 1303, Фирнебург — 14 сентября 1343, Кёнигсфельден, Аргау, Швейцария) была графиней Фирнебургской и через брак герцогиней Австрийской.

## Биография

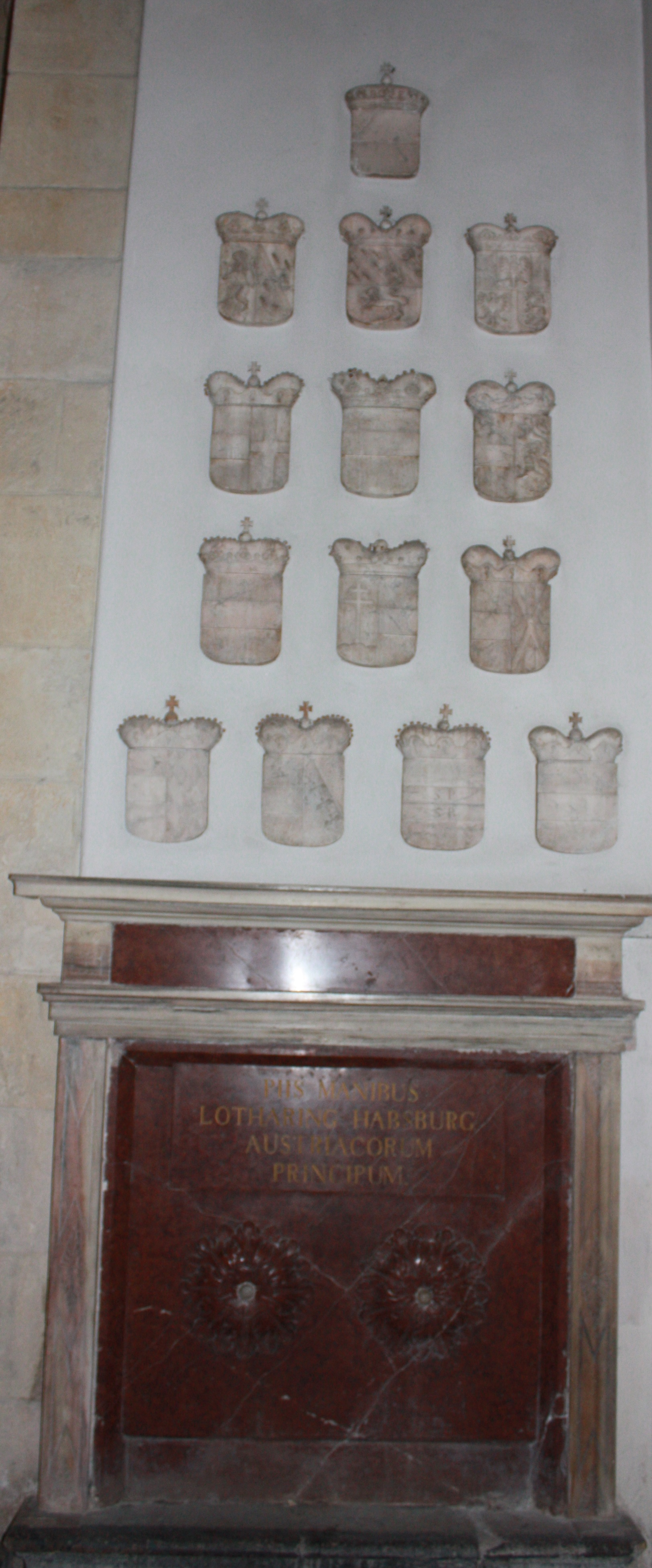
Эпитафия с гербом Габсбургов в монастырской церкви Святого Павла в Лаванттале

Она была дочерью графа Рупрехта II фон Фирнебурга (ум. 1304) и его жены Кунигунды фон Нойенар (ум. 1329), дочери графа Дитриха фон Нойенара (ум. 1276) и Хедвиги фон Кессель (ум. 1276). Она сестра графа Рупрехта III фон Фирнебурга (ум. 1352) и Генриха III фон Фирнебурга (ум. 1353), архиепископа, курфюрста Майнца (1328/1337 — 1346/1353) и племянницы Генриха II фон Фирнебурга, архиепископа Кельнского (1304 — 1332).
Елизавета фон Фирнебург вышла замуж в октябре 1314 года в Вене за герцога Австрии Генриха (15 мая 1299 — 3 февраля 1327), пятого сына римского короля Альбрехта I (ум. 1308) и Елизаветы Каринтийской (ум. 1313). Он был младшим братом короля Фридриха Красивого и Агнесы, женившейся в 1296 году на короле Венгрии Андраше III. В этом браке не было детей. Генрих скончался 3 февраля 1327 года в возрасте 28 лет. Елизавета похоронила мужа в гробнице Габсбургов в монастыре Кёнигсфельден.
Елизавета прожила ещё 16 лет. Вероятно, она вошла в монастырь Кёнигсфельден недалеко от Виндиша и умерла там в возрасте примерно 42 лет. Она похоронена в церкви монастыря Кёнигсфельден. В 1770 году её останки были торжественно перенесены сначала в собор Святого Блазиена в Шварцвальде, после закрытия монастыря в 1806 году в монастырь Шпиталь-ам-Пирн, Австрия, и в 1809 году в монастырскую гробницу в церкви Святого Павла в Лаванттале в Каринтии.